# Liste der denkmalgeschützten Objekte in Nußdorf am Haunsberg
Die Liste der denkmalgeschützten Objekte in Nußdorf am Haunsberg enthält die 9 denkmalgeschützten, unbeweglichen Objekte der Gemeinde Nußdorf am Haunsberg.

## Denkmäler
| Foto |                 | Denkmal                                                                 | Standort                                      | Beschreibung | Metadaten |
| ---- | --------------- | ----------------------------------------------------------------------- | --------------------------------------------- | --- | --- |
| ja   | Datei hochladen | Kath. Pfarrkirche hl. Georg HERIS-ID: 13193 Objekt-ID: 9361             | Hauptstraße Standort KG: Nußdorf              | Der dreischiffige Bau steht, vom Friedhof umgeben, in der Mitte der Gemeinde. Das Mittelschiff und der Chor sowie der Westturm sind spätgotisch, die Seitenschiffe wurden im 18. Jahrhundert angebaut. Die einheitlich neugotische Innenausstattung stammt aus den Jahren 1914 bis 1920. | BDA-Hist.: Q23774053 Status: § 2a Stand der BDA-Liste: 2025-06-30 Name: Kath. Pfarrkirche hl. Georg GstNr.: .85/1 Pfarrkirche Nußdorf am Haunsberg                        |
| ja   | Datei hochladen | Pfarrhof HERIS-ID: 13404 Objekt-ID: 9583                                | Pfarrhofstraße 3 Standort KG: Nußdorf         | Der zweigeschoßige Pfarrhof mit Mansarddach wurde 1803 erbaut. | BDA-Hist.: Q38177445 Status: Bescheid Stand der BDA-Liste: 2025-06-30 Name: Pfarrhof GstNr.: .55                                                                          |
| ja   | Datei hochladen | Bauernhof, Koblergut HERIS-ID: 16006 Objekt-ID: 12260                   | Pinswag 6 Standort KG: Pinswag                | Der zweigeschoßige Hof mit flachem Satteldach weist im Dachgeschoß einen Hausgang auf und ist am First mit 1772 bezeichnet. | BDA-Hist.: Q37805739 Status: Bescheid Stand der BDA-Liste: 2025-06-30 Name: Bauernhof, Koblergut GstNr.: 1334                                                             |
| ja   | Datei hochladen | Kath. Filialkirche 14 Nothelfer HERIS-ID: 15985 Objekt-ID: 12239        | Lauterbach 10, gegenüber Standort KG: Pinswag | Das Lauterbacher Kirchlein zum hl. Ägidius ist schon 767 urkundlich, und dürfte die älteste Kirche des Hausberggebiets sein. Sie wurde 1135 dem Benediktinerstift Michaelbeuern einverleibt, und gehört heute zur Pfarre Berndorf bei Salzburg. 1629–1631 wurde sie neu erbaut, 1767 neu gewölbt. Auch die Ausstattung ist barock. Das Altarblatt von Franz Nikolaus Streicher zeigt den Patron mitsamt den anderen 13 Nothelfern (das ältere Altarblatt von Sylvester Paar befindet sich im Stiftsmuseum Michaelbeuern), weitere Gemälde stammen von Josef Söll. | BDA-Hist.: Q37805300 Status: § 2a Stand der BDA-Liste: 2025-06-30 Name: Kath. Filialkirche 14 Nothelfer GstNr.: 1331 Kath. Filialkirche 14 Nothelfer in Lauterbach        |
| ja   | Datei hochladen | Bauernhof, Wimmergut HERIS-ID: 13345 Objekt-ID: 9522                    | Hochberg 4 Standort KG: Weitwörth             | | BDA-Hist.: Q38175789 Status: Bescheid Stand der BDA-Liste: 2025-06-30 Name: Bauernhof, Wimmergut GstNr.: 27/1                                                             |
| ja   | Datei hochladen | Kath. Filialkirche hl. Pankraz HERIS-ID: 16003 Objekt-ID: 12257         | Schlößl Standort KG: Weitwörth                | → Hauptartikel : St. Pankraz am Haunsberg f1 | BDA-Hist.: Q1787730 Status: § 2a Stand der BDA-Liste: 2025-06-30 Name: Kath. Filialkirche hl. Pankraz GstNr.: 599/1 St. Pankraz am Haunsberg                              |
| ja   | Datei hochladen | Ehem. Mesnerhaus, Gasthaus St. Pankraz HERIS-ID: 15987 Objekt-ID: 12241 | Schlößl Standort KG: Weitwörth                | Das ehemalige Mesnerhaus der Kirche wurde 1876 zu einem Gasthaus umgebaut. Daneben steht ein Holzbau im Verandenstil des Heimatstils nach Salzkammergut-Art. | BDA-Hist.: Q64512990 Status: § 2a Stand der BDA-Liste: 2025-06-30 Name: Ehem. Mesnerhaus, Gasthaus St. Pankraz GstNr.: 599/1 Wirtshaus Schlössl, St. Pankraz am Haunsberg |
| ja   | Datei hochladen | Burgruine Haunsperg HERIS-ID: 16001 Objekt-ID: 12255                    | Schlößl Standort KG: Weitwörth                | → Hauptartikel : Burg Haunsperg f1 | BDA-Hist.: Q1012224 Status: § 2a Stand der BDA-Liste: 2025-06-30 Name: Burgruine Haunsperg GstNr.: 599/1 Burg Haunsperg                                                   |
| ja   | Datei hochladen | Schloss Weitwörth HERIS-ID: 16005 Objekt-ID: 12259                      | Weitwörth 3 Standort KG: Weitwörth            | → Hauptartikel : Schloss Weitwörth f1 | BDA-Hist.: Q2244046 Status: Bescheid Stand der BDA-Liste: 2025-06-30 Name: Schloss Weitwörth GstNr.: .83, 823/8 Schloss Weitwörth                                         |